# Diopsis somaliensis
Diopsis somaliensis är en tvåvingeart som beskrevs av Johnson 1898. Diopsis somaliensis ingår i släktet Diopsis och familjen Diopsidae. Inga underarter finns listade i Catalogue of Life.